# Pavel Tramba
Pavel Tramba (* 14. července 1939 Praha) je bývalý český fotbalový útočník a trenér.

## Hráčská kariéra
Do Hradce Králové přišel ze Slavoje Vyšehrad. V československé lize hrál za Spartak Hradec Králové a ČKD Praha. V lize nastoupil v 19 utkáních a dal 7 gólů. Po dvou ligových sezónách odešel do Spartaku Vlašim.

### Ligová bilance
| Ročník                                   | Zápasy | Góly | Klub                   |
| ---------------------------------------- | ------ | ---- | ---------------------- |
| 1. československá fotbalová liga 1963/64 | 15     | 6    | Spartak Hradec Králové |
| 1. československá fotbalová liga 1964/65 | 4      | 1    | ČKD Praha              |
| CELKEM                                   | 19     | 7    |                        |

## Trenérská kariéra
Po skončení hráčské kariéry se stal trenérem. Vedl mj. Jílové u Prahy.